# Premi César 1979
La cerimonia di premiazione della 4ª edizione dei Premi César si è svolta il 3 febbraio 1979 alla Salle Pleyel di Parigi. È stata presieduta da Charles Vanel e presentata da Pierre Tchernia, Francis Huster, Jean Poiret e Jean-Claude Brialy. È stata trasmessa da Antenne 2.
Il film che ha ottenuto il maggior numero di candidature (dieci) è stato Una donna semplice (Une histoire simple) di Claude Sautet, mentre nessun film ha ottenuto più di due premi.

## Vincitori e candidati
I vincitori sono indicati in grassetto, a seguire gli altri candidati.

### Miglior film
- I soldi degli altri (L'argent des autres), regia di Christian de Chalonge
- Una donna semplice (Une histoire simple), regia di Claude Sautet
- Dossier 51 (Le dossier 51), regia di Michel Deville
- Molière, regia di Ariane Mnouchkine

### Miglior regista
- Christian de Chalonge - I soldi degli altri (L'argent des autres)
- Michel Deville - Dossier 51 (Le dossier 51)
- Ariane Mnouchkine - Molière
- Claude Sautet - Una donna semplice (Une histoire simple)

### Miglior attore
- Michel Serrault - Il vizietto (La cage aux folles)
- Claude Brasseur - Una donna semplice (Une histoire simple)
- Jean Carmet - Zucchero (Le sucre)
- Gérard Depardieu - Zucchero (Le sucre)

### Miglior attrice
- Romy Schneider - Una donna semplice (Une histoire simple)
- Anouk Aimée - Due volte donna (Mon premier amour)
- Annie Girardot - La clé sur la porte
- Isabelle Huppert - Violette Nozière

### Migliore attore non protagonista
- Jacques Villeret - Agenzia matrimoniale A (Robert et Robert)
- Claude Brasseur - Una donna semplice (Une histoire simple)
- Jean Carmet - Zucchero (Le sucre)
- Michel Serrault - I soldi degli altri (L'argent des autres)

### Migliore attrice non protagonista
- Stéphane Audran - Violette Nozière
- Arlette Bonnard - Una donna semplice (Une histoire simple)
- Nelly Borgeaud - Zucchero (Le sucre)
- Eva Darlan - Una donna semplice (Une histoire simple)

### Migliore sceneggiatura originale o miglior adattamento
- Gilles Perrault e Michel Deville - Dossier 51 (Le dossier 51)
- Christian de Chalonge e Pierre Dumayet - I soldi degli altri (L'argent des autres)
- Georges Conchon e Jacques Rouffio - Zucchero (Le sucre)
- Claude Sautet e Jean-Loup Dabadie - Una donna semplice (Une histoire simple)

### Migliore fotografia
- Bernard Zitzermann - Molière
- Néstor Almendros - La camera verde (La chambre verte)
- Jean Boffety - Una donna semplice (Une histoire simple)
- Pierre Lhomme - Judith Therpauve

### Miglior montaggio
- Raymond Guyot - Dossier 51 (Le dossier 51)
- Henri Lanoë - Morti sospette (Un papillon sur l'épaule)
- Jean Ravel - I soldi degli altri (L'argent des autres)
- Geneviève Winding - L'état sauvage

### Migliore scenografia
- Guy-Claude François - Molière
- Jacques Brizzio - Violette Nozière
- François de Lamothe - One, Two, Two: 122, rue de Provence
- Théobald Meurisse - Sale rêveur

### Migliore musica
- Georges Delerue - Preparate i fazzoletti (Préparez vos mouchoirs)
- Antoine Duhamel - La chanson de Roland
- Pierre Jansen - Violette Nozière
- Philippe Sarde - Una donna semplice (Une histoire simple)

### Miglior sonoro
- William Robert Sivel - L'état sauvage
- Alix Comte - Molière
- Pierre Lenoir - Una donna semplice (Une histoire simple)
- Harald Maury - Judith Therpauve

### Miglior film straniero
- L'albero degli zoccoli, regia di Ermanno Olmi
- Giulia (Julia), regia di Fred Zinnemann
- Un matrimonio (A Wedding), regia di Robert Altman
- Sinfonia d'autunno (Höstsonaten), regia di Ingmar Bergman

### Miglior cortometraggio d'animazione
- La traversé de l'Atlantique à la rame, regia di Jean-François Laguionie
- L'anatomiste, regia di Yves Brangolo
- Le phénomène, regia di Paul Dopff

### Miglior cortometraggio di fiction
- Dégustation maison, regia di Sophie Tatischeff
- Le chien de monsieur Michel, regia di Jean-Jacques Beineix
- Jeudi 7 avril, regia di Peter Kassovitz
- L'ornière, regia di François Dupeyron

### Miglior cortometraggio documentario
- L'arbre vieux, regia di Henri Moline
- Chaotilop, regia di Jean-Louis Gros
- Tibesti Too, regia di Raymond Depardon

### Premio César onorario
- Marcel Carné
- Walt Disney